# Circonscription de Durbete
La circonscription de Durbete est une des 135 circonscriptions législatives de l'État fédéré Amhara, elle se situe dans la Zone Ouest Godjam. Sa représentante actuelle est Agere Menale Gedamu.